# Meinhardt
Meinhardt ist ein deutscher Vor- und Familienname.

## Namensträger

### Vorname
- Meinhardt Bredt (1758–1840), deutscher Lokalpolitiker, Bürgermeister in Elberfeld
- Meinhardt Raabe (1915–2010), US-amerikanischer Schauspieler
- Meinhardt Maur (1884–1964), Schauspieler, siehe Meinhart Maur

### Familienname
- Adalbert Meinhardt (1848–1911), deutsche Schriftstellerin, siehe Marie Hirsch
- Birk Meinhardt (* 1959), deutscher Journalist und Schriftsteller
- Cornelia Meinhardt (* 1951), deutsche Schauspielerin und Synchronsprecherin
- Frido Meinhardt (* 1926), deutscher Parteifunktionär (SED)
- Fritz Meinhardt (1899–1943), deutscher Antifaschist
- Fritz Meinhardt (Architekt), deutscher Architekt
- Gerek Meinhardt (* 1990), US-amerikanischer Fechter
- Gunnar Meinhardt (* 1958), deutscher Schriftsteller, Sportjournalist und Gewichtheber
- Günther Meinhardt (1925–1999), deutscher Kulturhistoriker
- Hans Meinhardt (1928–2016), deutscher Musikhistoriker und Hörspielsprecher, siehe Andreas E. Beurmann
- Hans Meinhardt (Manager) (1931–2012), deutscher Manager
- Hans Meinhardt (Naturwissenschaftler) (1938–2016), deutscher Physiker und Biologe
- Heinrich Meinhardt (* 1936), deutscher Boxer
- Helmut Meinhardt (1933–2018), deutscher Philosoph
- Horst Meinhardt, deutscher Eisschnellläufer
- Isolde Kaiser-Meinhardt (1913–2004), deutscher HNO-Ärztin und Hochschullehrerin
- Johannes Meinhardt (1922–2013), deutscher Jurist und ehemaliger Richter am Bundessozialgericht
- Johannes Meinhardt (Kunsthistoriker) (* 1955), deutscher Kunsthistoriker
- Josef Meinhardt, österreichischer Politiker (NSDAP)
- Karl Meinhardt (1885–1951), deutscher Architekt des Neuen Bauens
- Lilli Meinhardt (* 1991), deutsche Schauspielerin
- Marcus Meinhardt (* 1975), deutscher Tech House-DJ und Musikproduzent
- Marian Meinhardt-Schönfeld (* 1970), deutscher Illustrator und Musiker
- Marie Dessauer-Meinhardt (1901–1986), deutsch-britische Wirtschaftswissenschaftlerin
- Matthias Meinhardt (* 1969), deutscher Historiker
- Maximilian Meinhardt (* 1986), deutscher Schachspieler
- Mirjam Meinhardt (* 1981), deutsche Fernsehmoderatorin und Journalistin
- Patrick Meinhardt (* 1966), deutscher Politiker (FDP) und MdB
- Peter Meinhardt (* 1942), deutscher Schauspieler, Regisseur und Schauspiellehrer
- Rico Meinhardt (* 1976), deutscher American-Football-Spieler
- Rolf Meinhardt (1941–2010), deutscher Erziehungswissenschaftler und Migrationsforscher
- Sandy Meinhardt (* 1981), deutsche Politikerin (SPD)
- Sven Meinhardt (* 1971), deutscher Feldhockeyspieler
- Thomas Meinhardt (* 1953), deutscher Schauspieler
- Thomas M. Meinhardt (1966–2023), deutscher Schauspieler
- Toni Meinhardt (* 1979), deutscher American-Football-Spieler
- Ute Meinhardt (* 1939), deutsche Schauspielerin, Synchron- und Hörspielsprecherin
- William Meinhardt (1872–1955), deutscher Jurist und Industrieller